# Doing His Thing
Doing His Thing – album amerykańskiego muzyka Raya Charlesa, wydany w 1969 roku. Charles powrócił na nim do soulowej muzyki. Duży wkład w pracę nad albumem miał Jimmy Lewis.
Album jest obecnie niedostępny w sklepach, dlatego jego oryginalne wydania mają dużą wartość kolekcjonerską.

## Lista utworów
| 1.  | „The Same Thing That Can Make You Laugh (Can Make You Cry)” | 2:03  |
|     |                                                             |       |
| 2.  | „Finders Keepers, Losers Weepers”                           | 2:21  |
|     |                                                             |       |
| 3.  | „You Ought to Change Your Ways”                             | 2:39  |
|     |                                                             |       |
| 4.  | „Baby Please”                                               | 3:29  |
|     |                                                             |       |
| 5.  | „Come and Get It”                                           | 2:46  |
|     |                                                             |       |
| 6.  | „We Can Make It”                                            | 3:38  |
|     |                                                             |       |
| 7.  | „I’m Ready”                                                 | 3:15  |
|     |                                                             |       |
| 8.  | „That Thing Called Love”                                    | 2:49  |
|     |                                                             |       |
| 9.  | „If It Wasn’t for Bad Luck”                                 | 4:42  |
|     |                                                             |       |
| 10. | „I Told You So”                                             | 4:09  |
|     |                                                             |       |
|     |                                                             | 31:51 |
|     |                                                             |       |